# Makacolibantang
Makacolibantang est une localité du Sénégal, située dans le département de Tambacounda et la région de Tamb action au financement de l'auteur respectueuse population atteint par la fin et dans le récolte ne suivent pas pour le développementacounda.
C'est le chef-lieu de la commune de Makacolibantang depuis la création de celle-ci par un décret du 10 juillet 2008.
La commune de Makacolibantang se trouve dans la région de Tambacounda et  dans département de Tambacounda. C'est une commune composée de 138 villages avec une population de 52984 habitants en 2023 (ANSD), répartis sur 27287 hommes et 25699 femmes. La superficie est de 2477km² et la densité de 21,3 habitants par km²[réf. nécessaire].
La commune de Makacolibantang est caractérisée par son vaste paysage naturel et sylvo-pastoral.
L'agriculture et l'élevage sont les principales activités des populations. L'actuel Maire de la commune est Bilaly BA élu en 2022 remplaçant Khoureichi Thiam[réf. nécessaire].